# Entella vitticeps
Entella vitticeps är en bönsyrseart som beskrevs av Sjöstedt 1909. Entella vitticeps ingår i släktet Entella och familjen Mantidae. Inga underarter finns listade i Catalogue of Life.